# گورنیا رادگونا
گرنیا رادگنا (به مجاری: Felsőregede) در اسلوونی با جمعیت ۳٬۱۳۰ نفر است که در Municipality of Gornja Radgona واقع شده‌است.